# Czartów (Poźrzadło)
Czartów (niem. F. Toufelsvorwerk) – osada wsi Poźrzadło w Polsce, położona w województwie lubuskim, w powiecie świebodzińskim, w gminie Łagów.
Osada jest położona kilkaset metrów na południowy zachód od miejscowości Poźrzadło.
W latach 1975–1998 osada administracyjnie należała do województwa zielonogórskiego.